# Eccesso di emissione infrarossa
Un eccesso di emissione infrarossa si riferisce alla misurazione fatta su una sorgente astronomica, tipicamente una stella, che nella sua distribuzione spettrale di energia mostra un flusso radiativo nella regione dell'infrarosso che è maggiore di quello che ci si aspetterebbe in base al modello di emissione della radiazione di corpo nero.

Un eccesso di emissione infrarossa è spesso causato dalla presenza di polvere del disco circumstellare riscaldata dalla luce stellare e riemessa a lunghezza d'onda maggiore. Questo fenomeno è abbastanza comune negli oggetti stellari giovani e nelle stelle più evolute del ramo asintotico delle giganti o di stelle più vecchie (post-AGB).
La misurazione di un eccesso di radiazione infrarossa nei sistemi stellari è uno dei possibili metodi utilizzabili per la ricerca di ipotetiche forme di civilizzazione extraterrestre in grado di sviluppare progetti ingegneristici su grande scala, come una sfera di Dyson o uno sciame di Dyson. Un simile eccesso di emissione infrarossa potrebbe provenire dal calore emesso da simili strutture considerate come corpi neri che irradiano a una temperatura prossima a 300 K.